# Formica virginiana
Formica virginiana é uma espécie de formiga do gênero Formica, pertencente à subfamília Formicinae.